# Khalid Al Attar Tower 2
Khalid Al Attar Tower 2 – 66-piętrowy wieżowiec przy Sheikh Zayed Road w Dubaju, w Zjednoczonych Emiratach Arabskich. Wieża ma w sumie 294 m wysokości. Budowa Khalid Al Attar Tower 2 kończyła się w 2011 roku.